# 太魯閣大橋
太魯閣大橋，台灣的公路橋樑，位於台9線182公里及花2線鄉道0公里處，橫跨立霧溪，為花蓮縣連接新城鄉、秀林鄉的橋樑。

## 簡介
太魯閣大橋全長約1,208公尺（新聞報導1,248公尺），主橋就有510公尺長，寬26.6公尺。橋身設計採簡支紐爾遜鋼拱橋，共有五跨，外觀呈淺藍色帶灰白（淡藍色、水藍色），夜晚則會投射102盞光燈，形成花蓮縣一項景點。由於太魯閣大橋座落於蘇花公路上，使駕駛在往來宜蘭、花蓮之間，成為一座必經之橋。
太魯閣大橋原稱「立霧溪大橋」，為了解決台9線繞行於錦文橋的距離，以及來自台8線中橫公路於錦文橋、太魯閣口匯流所造成的交通瓶頸，故斥資新台幣七億四千餘萬元將台9線截彎取直，闢建北自秀林鄉崇德村上崇德，南接新城鄉新城村新田（亞洲水泥花蓮廠）附近止，長約2.4公里的新建道路工程，由榮民工程公司競標取得施工。1999年2月動工，2002年7月3日通車啟用，太魯閣大橋的養護由公路總局第四區養護工程處施作。
自從通車後，太魯閣大橋一直保留著原色，而使秀林鄉當地居民質疑，橋身顏色難以突顯當地的特色，故公路總局在2010年8月-12月舉辦「太魯閣大橋彩繪藝術裝飾票選活動」，提供五種設計的圖案與顏色進行票選項目。2011年1月，依票數結果認為，有1855票維持原色為居高。原色即淺藍色帶灰白，此於1999年10月由各單位學者勘查討論後結果，認為原色最能融入當地環境。
在橋拱的四個方位皆有立碑供遊人拍照，也有避車彎供遊客停車。

## 圖片集

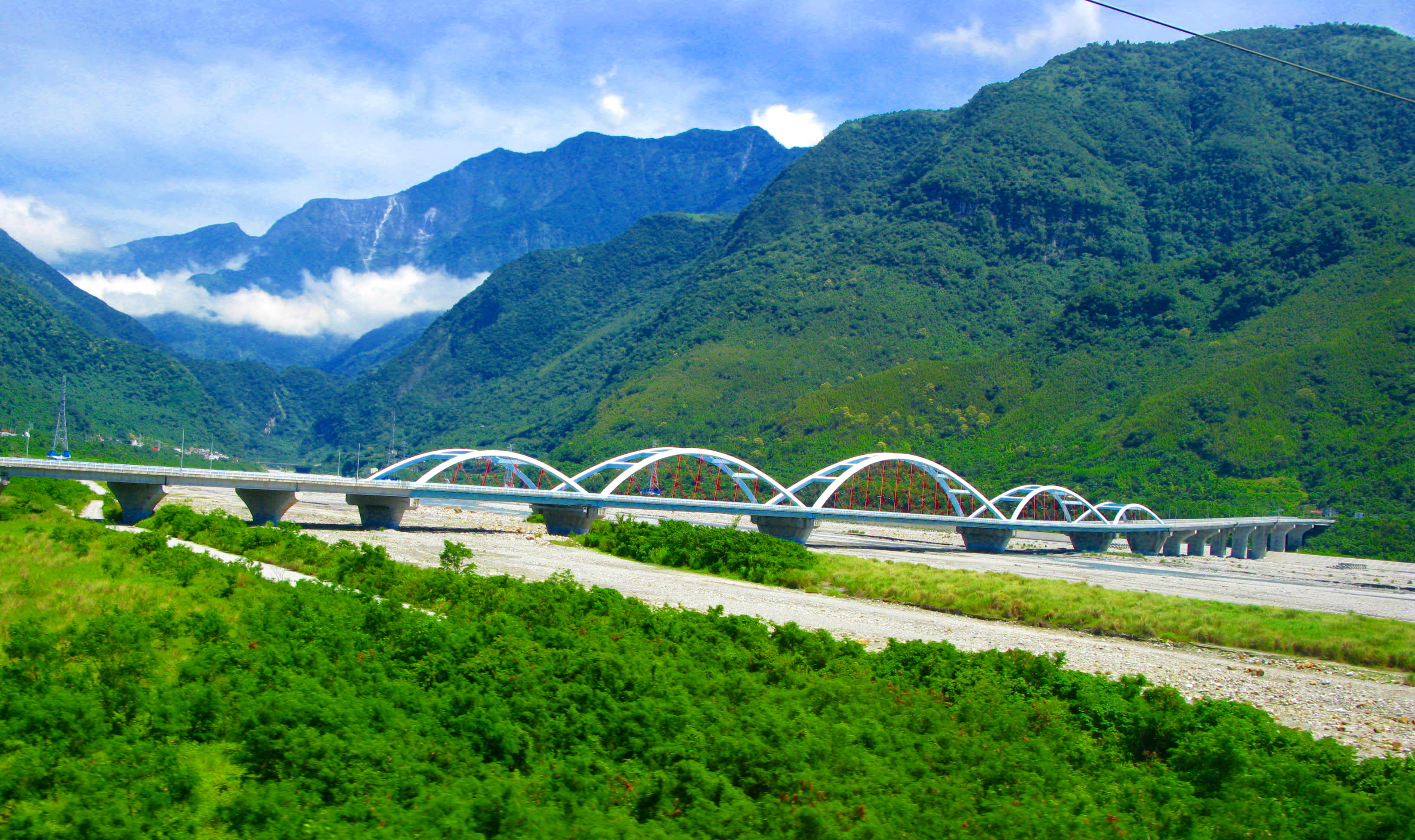
太魯閣大橋。
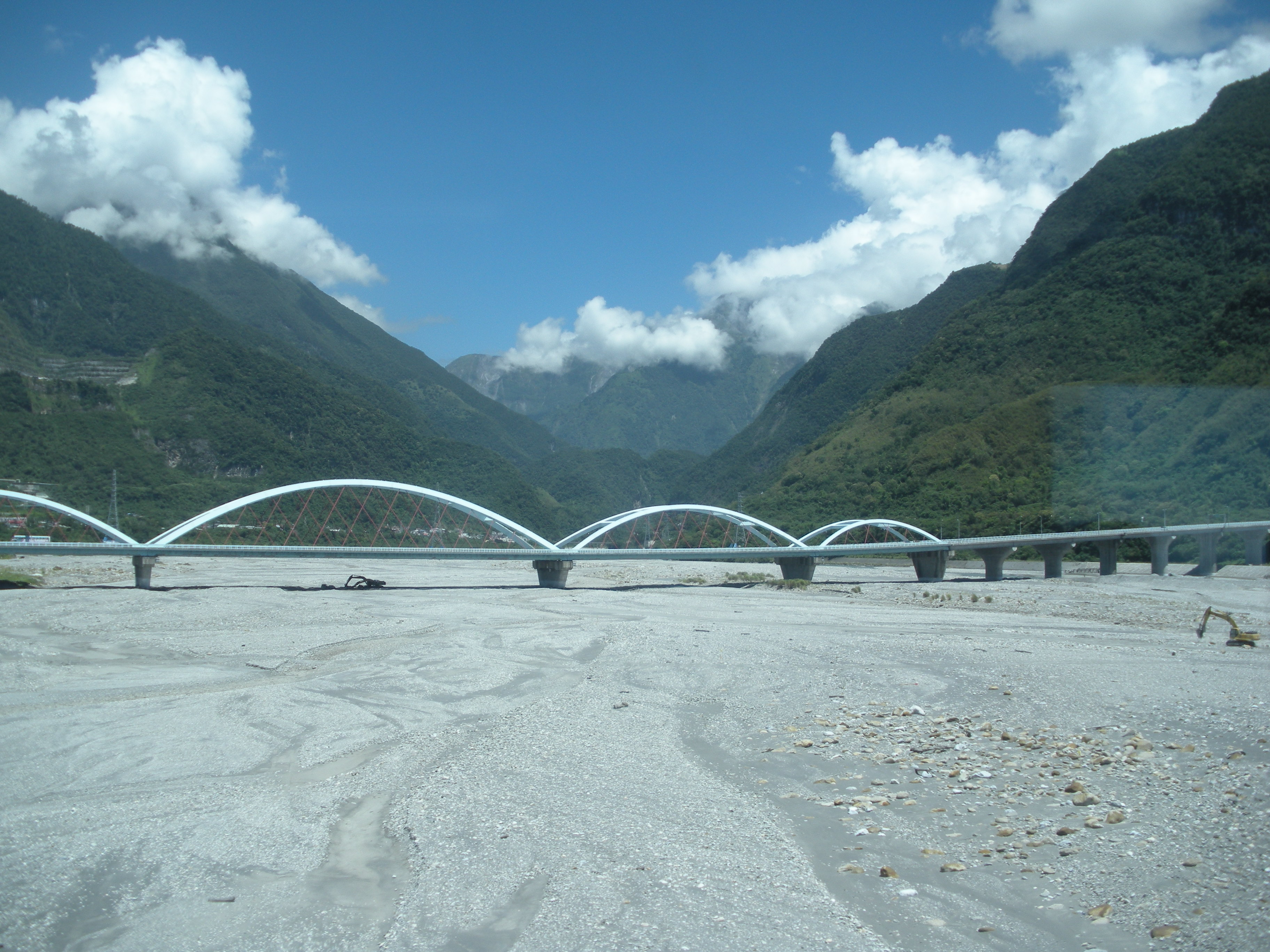
坐在火車上，眺望窗外的太魯閣大橋。
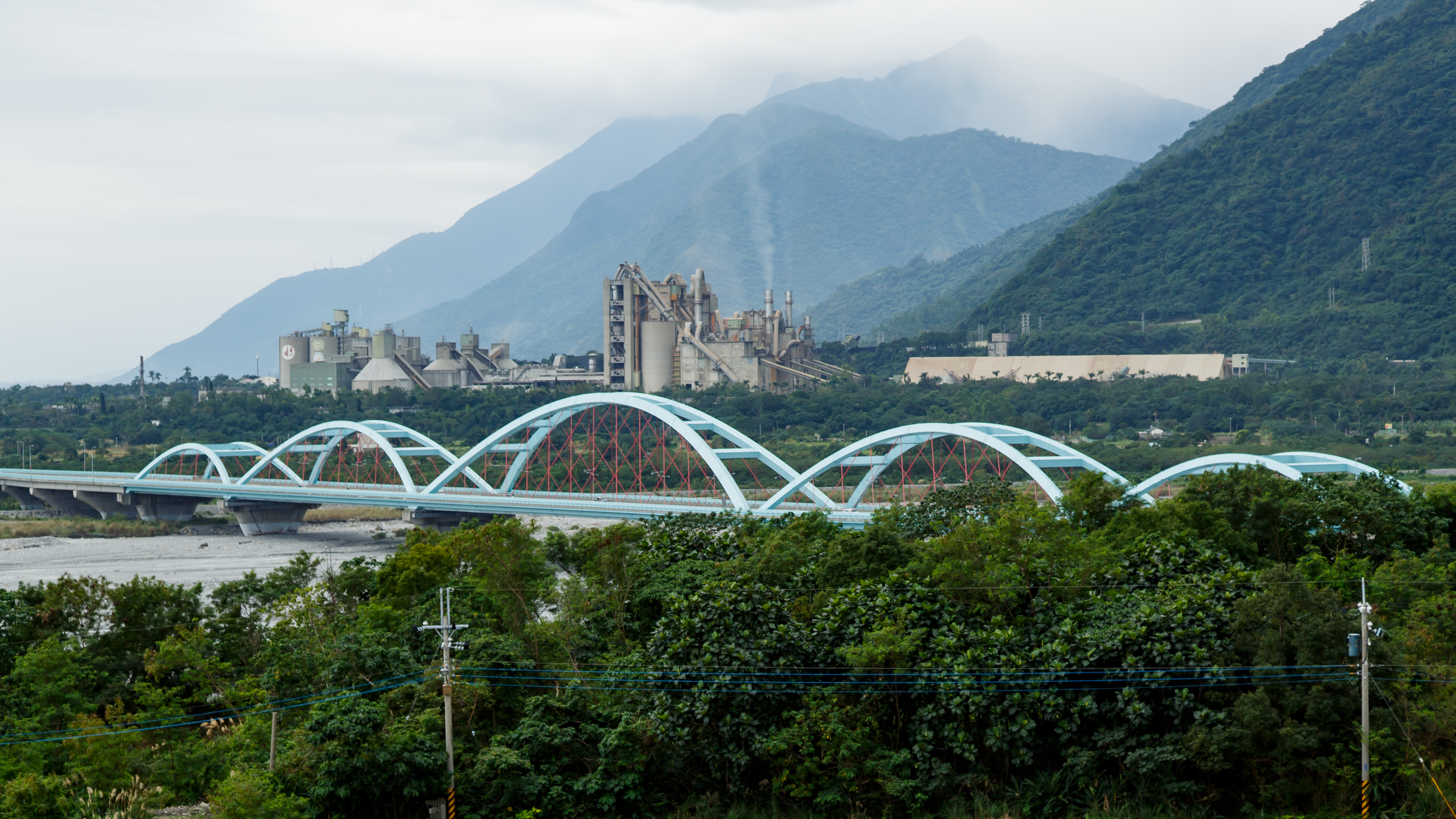
太魯閣大橋。